# Liste der Baudenkmäler in Erlangen-Tennenlohe
In der Liste der Baudenkmäler in Tennenlohe sind die Baudenkmäler im Erlanger Ortsteil Tennenlohe aufgelistet. Zu diesen Baudenkmälern gibt es auch eine Bildersammlung.
Diese Liste ist eine Teilliste der Liste der Baudenkmäler in Erlangen. Grundlage der Liste ist die Bayerische Denkmalliste, die auf Basis des bayerischen Denkmalschutzgesetzes vom 1. Oktober 1973 erstmals erstellt wurde und seither durch das Bayerische Landesamt für Denkmalpflege geführt und aktualisiert wird. Die folgenden Angaben ersetzen nicht die rechtsverbindliche Auskunft der Denkmalschutzbehörde.

## Baudenkmäler
| Lage                             | Objekt                                                  | Beschreibung | Akten-Nr.               | Bild                                      |
| -------------------------------- | ------------------------------------------------------- | --- | ----------------------- | ----------------------------------------- |
| Branderweg 1 (Standort)          | Ehemaliges Hirten- und Armenhaus                        | Kleinhaus, Sandsteinquaderbau, erste Hälfte 19. Jahrhundert | D-5-62-000-908 Wikidata | weitere Bilder                            |
| Branderweg 6 (Standort)          | Gasthaus Rotes Roß                                      | 1609, mit Fuhrmannseinkehr; Vorplatzüberdachung auf drei Sandsteinsäulen Scheunenbau, Sandsteinquader, bezeichnet „1830“ | D-5-62-000-909 Wikidata | Gasthaus Rotes Roß                        |
| Branderweg 7 (Standort)          | Ehemaliges Forsthaus                                    | Zweigeschossiger Sandsteinquaderbau, 1732; Ummauerung | D-5-62-000-910 Wikidata | weitere Bilder                            |
| Branderweg 10 (Standort)         | Wohnhaus, ehemals Scheune                               | Erdgeschossiger Giebelbau, zweite Hälfte 18. Jahrhundert, 1933 zum Wohnhaus umgebaut | D-5-62-000-911 Wikidata | Wohnhaus, ehemals Scheune                 |
| Franzosenweg 19 (Standort)       | Friedhof Tennenlohe                                     | Friedhofsmauer mit zwei von Pfeilern gebildeten Eingängen, 1876 Grabstätten: Feld C, Nr. 65: Klein’sche Gruft, historistisches Mausoleum mit Eckquadern, rundbogig geöffneten Fenstern, im oberen Wandabschluss vorgeblendeter Spitzbogenreihe, Kranzgesims und Walmdach, Sandstein, bauzeitliche metallene Eingangstür Feld C, Reihe 8, Nr. 61: Familien Wunder und Naser, Stele mit Blendbogen, Feston und rundbogig geschlossenem Giebel, Sandstein, um 1891 | D-5-62-000-979 Wikidata | weitere Bilder                            |
| Gründlacher Straße 20 (Standort) | Bauernhaus                                              | Erdgeschossiger Sandsteinquaderbau, bezeichnet „1766“ | D-5-62-000-912 Wikidata | Bauernhaus                                |
| Herringstraße 1 (Standort)       | Bauernhaus und ehemaliges Zapfenwirtshaus               | Zweigeschossiger Quaderbau, bezeichnet „1804“ Remise, Sandsteinquader, 1840 Kleine Remise, Sandsteinquader, 18. Jahrhundert Hofbrunnen Sandsteingartenmauer Hofkastanien | D-5-62-000-913 Wikidata | Bauernhaus und ehemaliges Zapfenwirtshaus |
| Herringstraße 5 (Standort)       | Bauernhaus                                              | Erdgeschossiger Sandsteinquaderbau, erste Hälfte 19. Jahrhundert Kleiner Fachwerkstadel, 18./19. Jahrhundert | D-5-62-000-914 Wikidata | Bauernhaus                                |
| Im Gäßla 3/Branderweg (Standort) | Gartenmauer                                             | 18./19. Jahrhundert | D-5-62-000-915 Wikidata | Gartenmauer                               |
| Im Gäßla 4 (Standort)            | Ehemalige Tabakscheune                                  | Stattlicher erdgeschossiger Bau, rückwärtiger Teil Fachwerk mit Halbwalmdach, 17./18. Jahrhundert, südlicher Teil 1909 zum Wohnhaus umgebaut, später Anbau einer Schreinerwerkstatt | D-5-62-000-916 Wikidata | Ehemalige Tabakscheune                    |
| Lannersberg 1 (Standort)         | Bauernhaus                                              | Erdgeschossiges Wohnstallhaus, 18. bis 19. Jahrhundert | D-5-62-000-980 Wikidata | Bauernhaus                                |
| Schloßgasse 6 (Standort)         | Scheune                                                 | Stattlicher Fachwerkbau mit Satteldach, 17./18. Jahrhundert | D-5-62-000-918 Wikidata | BW                                        |
| Schloßgasse 7 (Standort)         | Ehemaliges Schloss Tennenlohe                           | Freistehender Sandsteinquaderbau mit Mansarddach, 1777/82 durch Jacob Gottlieb Volckamer errichtet Hofeinfahrt, Sandsteinpfeiler Stadel mit Mansard- und Krüppelwalmdach, 18. Jahrhundert Schlossmauer | D-5-62-000-919 Wikidata | weitere Bilder                            |
| Sebastianstraße 2 (Standort)     | Ehemaliges Schulhaus                                    | Walmdachbau, 1885 Klassizistische Hofeinfahrt | D-5-62-000-920 Wikidata | Ehemaliges Schulhaus                      |
| Sebastianstraße 4 (Standort)     | Evangelisch-lutherische Pfarrkirche St. Maria Magdalena | Um Mitte 15. Jahrhundert errichtet, 1766/68 barockisiert; mit Ausstattung Rest der Kirchhofummauerung, Sandsteinquader Grabstein Klein, erste Hälfte 19. Jahrhundert, im Kirchhof | D-5-62-000-921 Wikidata | weitere Bilder                            |
| Sebastianstraße 8 (Standort)     | Gasthaus Goldener Schwan,                               | Zweigeschossiger Satteldachbau, traufseitig zu acht Achsen, 18./frühes 19. Jahrhundert Hofein- und Ausfahrt, 18. Jahrhundert, Hofmauer | D-5-62-000-922 Wikidata | weitere Bilder                            |
| Sebastianstraße 11 (Standort)    | Bauernhaus                                              | Erdgeschossiger Sandsteinquaderbau, bezeichnet „1803“ | D-5-62-000-923 Wikidata | weitere Bilder                            |
| Sebastianstraße 17 (Standort)    | Ehemaliges Gasthaus Goldener Bock                       | Sandsteinquaderbau, bezeichnet „1738“ Hofein- und Ausfahrt, Sandsteinsäulen Scheune, Quaderbau, bezeichnet „1773“ Stallbau 1834 | D-5-62-000-924 Wikidata | weitere Bilder                            |
| Sebastianstraße 18 (Standort)    | Wohnhaus                                                | Sandsteinquaderbau, zweigeschossig, 18./frühes 19. Jahrhundert | D-5-62-000-925 Wikidata | Wohnhaus                                  |
| Sebastianstraße 20 (Standort)    | Bauernhaus                                              | Mit Frackdach, bezeichnet „1715“ | D-5-62-000-926 Wikidata | weitere Bilder                            |

## Abgegangene Baudenkmäler
In diesem Abschnitt sind Objekte aufgeführt, die früher einmal in der Denkmalliste eingetragen waren, jetzt aber nicht mehr existieren, z. B. weil sie abgebrochen wurden. Aktennummern in diesem Abschnitt sind ehemalige, jetzt nicht mehr gültige Aktennummern.

| Lage                   | Objekt   | Beschreibung                                                                | Akten-Nr.               | Bild     |
| ---------------------- | -------- | --------------------------------------------------------------------------- | ----------------------- | -------- |
| Im Gäßla 23 (Standort) | Wohnhaus | Erdgeschossiger Satteldachbau, 18./frühes 19. Jahrhundert; 2015 abgebrochen | D-5-62-000-917 Wikidata | Wohnhaus |